# Samouco
Samouco é uma vila portuguesa sede da Freguesia do Samouco pertencente ao Município de Alcochete, freguesia com 4,76 km² de área e 3344 habitantes 
(censo de 2021), tendo, assim, uma densidade populacional de 702,5 hab./km².
A povoação sede da freguesia e que lhe deu o nome, Samouco, foi elevada à categoria de vila em 28 de janeiro de 2005.
Samouco é caracterizada por um núcleo urbano compacto, malha urbana casuística e um forte querer das suas gentes no gosto pela sua terra que transparece no forte movimento associativo existente.
Beneficiando de privilegiadas características ribeirinhas, destaque para a praia fluvial e a proximidade com a área protegida da Fundação das Salinas de Samouco, e a poucos minutos de Lisboa, o Samouco reúne condições singulares de atracão de novos habitantes.

## Demografia
A população registada nos censos foi:
| Ano  | 0-14 Anos | 15-24 Anos | 25-64 Anos | > 65 Anos |
| 2001 | 441       | 335        | 1564       | 448       |
| 2011 | 576       | 308        | 1780       | 479       |
| 2021 | 508       | 416        | 1819       | 601       |

## Autarquia

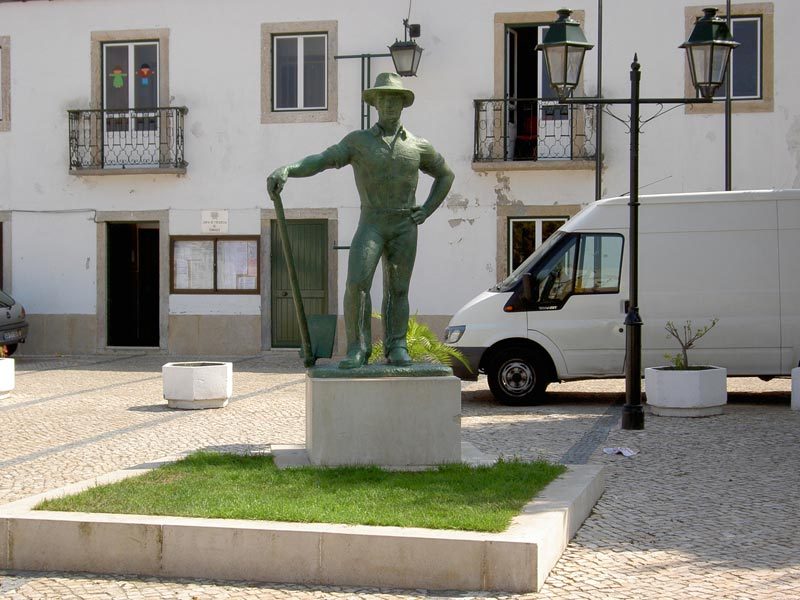
Estátua do Cavador

Carlos Pereira Cardoso, do PS, presidiu à Junta de Freguesia do Samouco de 2001 a 2005.
António Almeirim, do PCP, foi re-eleito para Presidente da Junta de Freguesia do Samouco a 29 de Setembro de 2013 até 2017, depois de dois primeiros mandatos (2005-2009; 2009-2013).
Leonel Cristóvão Cunha Fina, do PS, eleito em outubro de 2021, exerceu o cargo de Presidente da Junta de Freguesia até 09 de maio de 2024
Joel Rodrigues, do PS, eleito como Tesoureiro em outubro de 2021, tomou posse como Presidente da Junta de Freguesia a 10 de maio de 2024.

## Origens Históricas
"As escavações arqueológicas efetuadas durante a construção da Ponte Vasco da Gama revelaram uma abundante indústria lítica no Sítio da Conceição, que remonta ao Paleolítico Médio, confirmando a presença humana na área que hoje corresponde aos limites da freguesia de Samouco derivam de:
As origens de Samouco e os significados atribuídos ao nome “Samouco” são:
1-Paleo-hebraico "Samekh": O mesmo que O
2-Latim "Samoquo" = O mesmo que O
O alfabeto paleo-hebraico tem 22 letras e era escrito da direita para a esquerda, sendo a décima quinta um O.
Samekh ou Simketh é a décima quinta letra de muitos abjads semitas incluindo o fenício Samek, hebreu Samekh, o aramaico Semkat. O alfabeto Árabe, contudo usa uma letra baseada no fenício Sin para representar S, contudo este glifo toma o lugar de Samekh na ordem tradicional Abadji do alfabeto árabe.
A letra fenícia deu lugar à grega Xi. Contudo, o seu nome deu lugar a letra ‘sigma’ que os judeus trouxeram para o alfabeto ibérico quando incluíram a letra S. 
A data estimada para a escrita paleo-hebraica situa-se em 800 a.C.. Durante o século III a.C., os judeus começaram a usar uma forma estilizada, “quadrada”, do alfabeto aramaico, usada pelo Império Persa (e que, por sua vez, havia sido adotada pelos assírios) , enquanto os samaritanos continuavam a usar uma forma de escrita paleo-hebraica chamada alfabeto samaritano. Após a queda do Império Persa em 330 a.C, os judeus usaram ambos os scripts antes de se estabelecerem na forma assíria quadrada.Talvez seja esta última, a data referência para o nome de Samouco.
Parece ser essa a mensagem contida no nome Samekh (Samouco)” O mesmo que O” do alfabeto paleo-hebraico
Com o aparecimento de pequenos povoamentos ribeirinhos, entre eles a povoação de Samouco em 1241, a maior parte deles relacionados com a exploração de Salinas e consequente produção de sal.
O povoamento do então lugar de Samouco teve então início nos séculos XII e XIII tendo como base a fixação de pessoas, atraídas pelo trabalho existente na exploração das quintas existentes no território, cuja produção agrícola abastecia Lisboa. O território que atualmente corresponde à freguesia de Samouco sempre foi bastante fértil e propício ao cultivo de vinhas, laranjas, figos, trigo e centeio, batatas e cebolas. Destaque também para o negócio do corte de mata e pinhal que foi também bastante lucrativo.
A proximidade com o rio revelou-se um fator importante, quer para o transporte dos produtos agrícolas produzidos, quer na formação de núcleos urbanos neste local desde meados do século XIII até princípios do século XIV." 

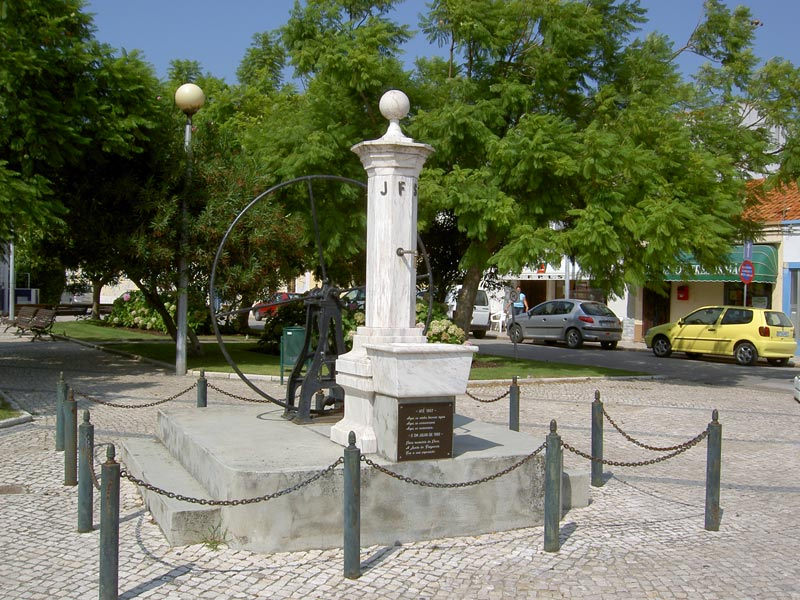
Réplica do Chafariz samouquense

## Cultura

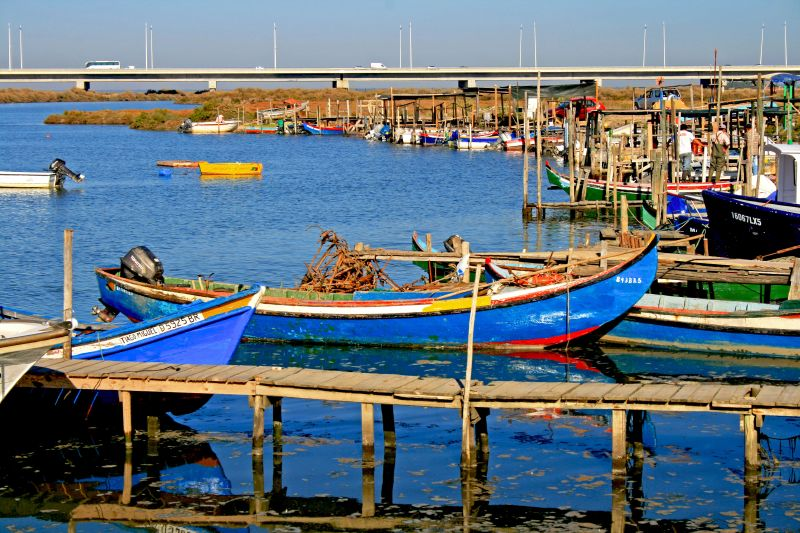
Cais Palafitico

Possui várias actividades culturais, distribuídas por várias associações, como a ADS (Associação Desportiva Samouquense), a Sociedade Filarmónica Progresso e Labor Samouquense, o Sport Club do Samouco, a Associação de Reformados, Pensionistas e Idosos do Samouco. 
A Banda do Samouco, congregada na Sociedade Filarmónica Progresso e Labor Samouquense (SFPLS), tem mais de 50 membros e é internacionalmente conhecida, tendo sido fundada a 1 de Dezembro de 1919. A Banda é contratada anualmente para animar as corridas de touros no Campo Pequeno em Lisboa, tendo já tido actuações um pouco por toda a Europa com actuações também em outras zonas lusófonas por todo o Mundo como os Açores e o Brasil, e especialmente em Espanha nas Fiestas de Las Angustias em Ayamonte. A SFPLS possui ainda um Grupo Coral também muito reputado, que conta com actuações um pouco por todo o país e ainda além fronteiras como na Catedral de Santiago de Compostela, em Viena de Áustria , Praga e Paris. Nesta pequena vila  nasceram alguns artistas escritores poetisas e pintores . Temos também  de referir o enriquecimento cultural  da nossa freguesia. Marisa Fina,  conterrânea, lançou no dia 21 de Janeiro de 2018, o seu primeiro livro de poesia de nome DUM SPIRO SPERO, apresentação essa que teve lugar no Salão Nobre da Junta de Freguesia do Samouco. Deixando aqui as palavras deixadas pela autarquia e pelo Presidente Pedro Ferreira que presidiu e acompanhou o apresentação  do mesmo, passa -se a citar : "O Samouco ficou hoje mais rico culturalmente, e a Junta de Freguesia agradece. Obrigado Marisa. "Enquanto respirares, continua a ter esperança.” Este tipo de acontecimentos que também marcam a vida de uma terra. 

## Paisagem e património
A vila é conhecida pela sua praia fluvial na foz do Tejo com vista para a Ponte Vasco da Gama, sendo uma zona de comércio e passagem por pescadores, mercadores e especialmente apanhadores de amêijoas e caranguejos. É também zona de passagem de aviadores, polícias e militares da Força Aérea, devido à sua proximidade com a Base Aérea n.º 6.
Possui também vários monumentos apetecíveis de ver e visitar, como o Mirante, o Coreto, o Memorial do Chafariz, a Igreja de São Braz e a estátua do Cavador, juntamente com construções recentes como o Parque das Merendas, o Novo Centro de Saúde, a Sede da Junta de Freguesia, e o Parque e Ginásio da Praia. Destaque ainda para as antigas casas senhoriais e de quinta em pleno centro histórico como a Quinta do Braga, hoje sede da junta de freguesia, e a Quinta de São Brás, hoje uma unidade hoteleira para eventos.

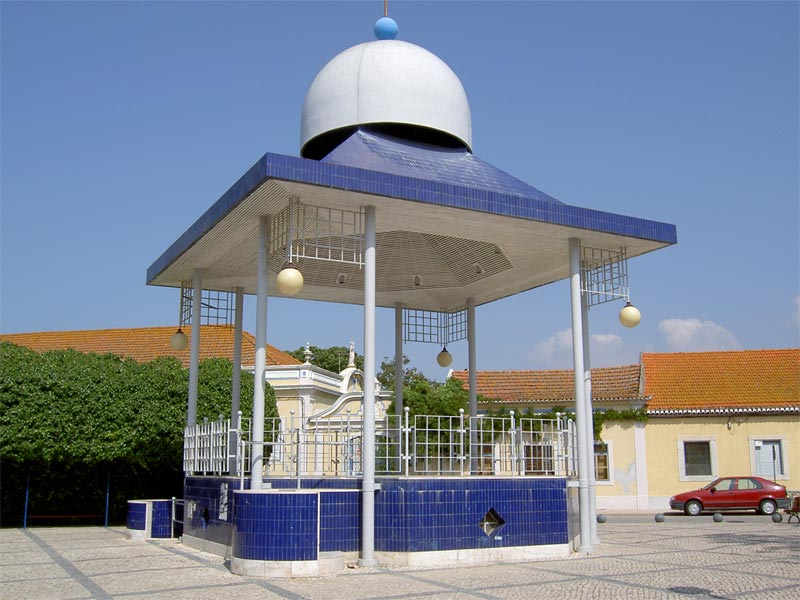
Coreto do Samouco

## Religião e Festividades
O seu Santo Padroeiro é São Brás, realizando-se a sua festa a 3 de fevereiro. No entanto, a festa Grande é feita em Honra de [Nossa Senhora do Carmo], festas essas a cargo da Associaçãode Festas Populares do Samouco, o seu dia é o 16 de julho mas é costume as festas realizarem-se da segunda sexta-Feira de Julho até à terça-Feira seguinte. As festas são tempo de afluência populacional à vila especialmente, de pessoas vindas da Margem Sul, do distrito de Setúbal, e da Grande Lisboa, dando grande destaque ao Concerto da Banda da S.F.P.L.S., à Procissão de Nossa Senhora do Carmo, às Largadas de Toiros e à Homenagem da Charanga da S.F.P.L.S. a Nossa Senhora dentro da Igreja no sábado à noite.

## Salinas do Samouco

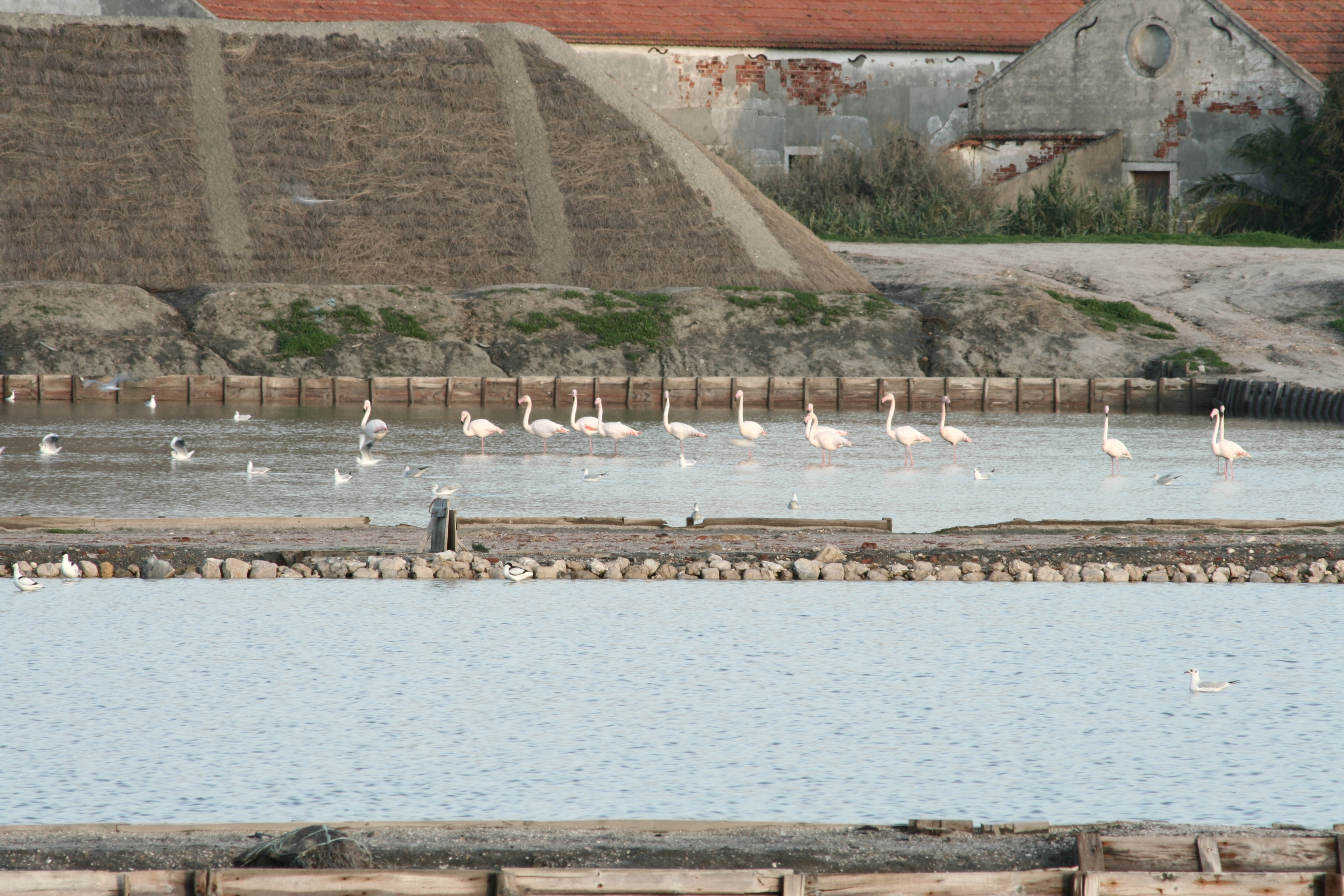
Flamingos nas Salinas

"O Complexo das Salinas do Samouco é constituído por uma área de 360 hectares, sendo um local de alimentação, refúgio e nidificação para milhares de aves onde se destacam espécies como a chilreta, o pernilongo e o borrelho-de-coleira-interrompida.
Atualmente, as salinas de Samouco apresentam-se como o salgado com a maior riqueza e abundância de aves durante o período de preia-mar de todo o Tejo. A sua importância crescente deve-se, essencialmente, a dois aspetos: em primeiro lugar tem sido alvo de manutenção constante desde 1995 e, em segundo lugar, os outros salgados encontram-se ao abandono e são explorados para captura de camarinha, o que faz com que os níveis de água sejam inadequados para utilização, por parte das aves limícolas.
A sua proximidade à maior e mais importante Zona Húmida de Portugal o Estuário do Tejo, faz com que as salinas constituam um ótimo local de abrigo para muitas aves aquáticas que durante as suas migrações, encontram nos diferentes tanques, um ótimo local para se alimentarem e repousarem. Já na época de nidificação, as aves encontram condições ideias para se reproduzirem.
Destaca-se ainda a continuidade da produção de sal e de flor de sal que continua a laborar numa das marinhas." 